# Kompaktion
Mit Kompaktion bezeichnet die Geologie die Verfestigung und Volumenverkleinerung von Sedimenten durch den Druck darüberliegender („hangender“) Gesteinsschichten.
In mittleren bis tiefen Sedimentbecken kann sie bis zu einigen Millimetern pro Jahr ausmachen. Dabei steigt die Dichte entsprechend – z. B. im tertiären Untergrund des Pannonischen und des Wiener Beckens um etwa 0,01 bis 0,02 g/cm² pro Jahrmillion. Dadurch ist beispielsweise die Dichte des im Miozän abgelagerten Gemischs aus Sand, Ton und Schotter im Laufe von 15 Millionen Jahren von ursprünglich 1,5 bis 2 g/cm³ auf etwa 2,2 g/cm³ gestiegen, bei gleichzeitiger Auspressung von Porenwasser und Verkittung der Gesteinskörnung durch Lösungswässer (siehe chemische Verwitterung und Zementation). Die Kompaktion ist stark abhängig von der Korngröße bzw. der Korngrößenverteilung des Sediments. Feinkörnige Sedimente wie Tone und Silte können stärker kompaktiert werden als etwa Sandsteine oder Karbonatsande (differenzielle Kompaktion). Auch die chemische Zusammensetzung des Sediments sowie die Frühdiagenese beeinflussen den Grad der Kompaktion.